# Microsoft Excel
Microsoft Excel (engl. [ɪkˈsel]) este un program de calcul tabelar. Astăzi este cel mai utilizat software pentru calcul tabelar.
Excel aparține grupei de programe Microsoft Office și este disponibil atât pentru Microsoft Windows, cât și pentru Mac OS. Actuala versiune disponibilă este Microsoft Excel 365 — pentru Windows — și Microsoft Excel 2016 — pentru Mac OS 

## Istoric
- 1982: Microsoft Multiplan
- 1985: prima versiune pentru Apple Macintosh urmare la Microsoft Multiplan
- 31 octombrie 1987: Excel 2.0 – prima versiune pentru IBM-kompatible PC (sistemul de operare DOS 3.0 sau Windows 2.0)
- 12 septembrie 1990: Excel 3.0 (sistemul de operare Windows 3.x)
- 1 aprilie 1992: Excel 4.0
- 14 decembrie 1993: Excel 5.0
- 14 decembrie 1994: Excel 5.0 pentru Windows NT – prima versiune pe 32 de biți
- 27 iulie 1995: Excel 95 (versiunea 7.0)
- 1997: Excel 97 (versiunea 8.0)
- 1998: Excel 98 pentru Macintosh
- 1999: Excel 2000 (versiunea 9.0)
- 2001: Excel:mac 2001 (ultima versiune pentru Mac OS 8 și 9)
- 2001: Excel 2002 (versiunea 10.0, parte a Office XP)
- 2001: Excel:mac v.X (prima versiune pentru Mac OS X)
- 21 octombrie 2003: Office Excel 2003 (versiunea 11.0)
- iunie 2004: Excel:mac 2004 – ultima versiune pentru PowerPC Mac
- noiembrie 2006: Office Excel 2007 (versiunea 12)
- ianuarie 2008: Excel:mac 2008 – versiune actuală pentru PowerPC și Intel-Mac
- Excel 2010 (versiunea 14.0) se sare intenționat peste versiunea 13 fără noroc
- 26 octombrie 2010 - Excel 2011 (versiunea 14.0) versiunea pentru Machintosh
- 29 ianuarie 2013 - Excel 2013 (versiunea 15.0). Nu oferă suport pentru sistemele Vista și XP, sisteme de operare abandonate de Microsoft
- 2016 - Excel 2016 (versiunea 16.0). Cu multe îmbunătățiri

Pictogramă reprezentând un document, creat folosind Excel 2010

- 2019 - Excel 2019

## Formatele fișierelor
Formatul nativ a fost .xls, de la prima versiune până la Excel 2003, devenind de la Excel 2007 .xlsx( extensia ".xlsx" este folosită în noul standard internațional Office Open XML pentru documentele Office).
Deși susține și încurajează utilizarea noilor formate bazate pe XML ca înlocuitori, versiunea Excel 2007 a rămas compatibilă cu formate tradiționale, binare. În plus, majoritatea versiunilor Microsoft Excel pot citi și alte formate: CSV, DBase, DBF, SYLK, DIF și alte formate vechi. Suportul pentru unele formate de fișiere mai vechi bazate pe DOS au fost scoase din Excel 2007.

### Foile de lucru XML
Formatul foaie de lucru XML - XML Spreadsheet - introdus în Excel 2002 este un format simplu bazat pe XML, fără unele proprietăți avansate, cum ar fi stocarea macrocomenzilor VBA. Deși extensia fișierului destinată pentru acest format utilizat de Excel este .xml, programul de asemenea, poate gestiona corect și fișiere XML cu extensia xls. Această caracteristică este utilizată pe scară largă de aplicații de la terți (de exemplu,MySQL Query Browser) pentru a permite "exportul în Excel" fără a folosi formatul de fișier binar. Următorul exemplu va fi deschis corect de Excel dacă este salvat fie caBook1.xml sau Book1.xls:
| XML <source lang="xml"> <?xml version="1.0"?> <Workbook xmlns="urn:schemas-microsoft-com:office:spreadsheet" xmlns:o="urn:schemas-microsoft-com:office:office" xmlns:x="urn:schemas-microsoft-com:office:excel" xmlns:ss="urn:schemas-microsoft-com:office:spreadsheet" xmlns:html="http://www.w3.org/TR/REC-html40"> <Worksheet ss:Name="Sheet1"> <Table ss:ExpandedColumnCount="2" ss:ExpandedRowCount="2" x:FullColumns="1" x:FullRows="1"> <Row> <Cell><Data ss:Type="String">Nume</Data></Cell> <Cell><Data ss:Type="String">Exemplu</Data></Cell> </Row> <Row> <Cell><Data ss:Type="String">Valoare</Data></Cell> <Cell><Data ss:Type="Number">123</Data></Cell> </Row> </Table> </Worksheet> </Workbook> </source> |
| --- |

### Extensii standard de fișier
| Format         | Extensie | Descriere |
| -------------- | -------- | --- |
| Foaie de lucru | .xls     | Principalul format al foii de lucru care poate conține informații ăn foile de lucru, diagrame și macrocomenzi |
| Add-in (VBA)   | .xla     | Adaugă funcționalități noi; scris în Visual Basic for Applications - VBA |
| Toolbar        | .xlb     | Extensia fișierului pentru păstrarea informațiilor referitoare setarea în Microsoft Excel a unei bare de instrumente. |
| Chart          | .xlc     | Un grafic/diagramă creată cu valori dintr-o foaie de lucru Microsoft Excel în care se salvează doar graficul. Pentru a salva împreună graficul și foaia de lucru se salveayă documentul ca .XLS. >XLC nu este recunoscut de Excel 2007. |
| Dialog         | .xld     | Folosit în versiunile vechi ale Excel. |
| Archive        | .xlk     | O copie de siguranță a unei foi de lucru Excel |
| Add-in (DLL)   | .xll     | Adaugă funcționalități noi; scris în C++/(limbajul de programare)\|C, Visual Basic, Fortran, etc. și compilat împreună cu o bibliotecă de date - dynamic-link library                                                                   |
| Macro          | .xlm     | O macrocomandă este creată de către utilizator sau pre-instalată cu Excel. |
| Template       | .xlt     | O foaie de lucru pre-formatată creată de utilizator sau de Microsoft Excel. |
| Module         | .xlv     | Un modul este scris în VBA (Visual Basic for Applications) pentru Microsoft Excel |
| Workspace      | .xlw     | Aranjarea ferestrelor a mai multor foi de lucru |

### Office Open XML
Microsoft Excel 2007, împreună cu alte produse din suita Microsoft Office 2007, a introdus noi formate de fișiere. Primul dintre acestea (.xlsx) este definit în specificațiile Office Open XML (OOXML). 
Noile formate Excel 2007 sunt:
| Format                       | Extensie | Descriere |
| ---------------------------- | -------- | --- |
| Excel Workbook               | .xlsx    | Formatul implicit al Excel 2007. În realitate este un format arhivă (de tip ZIP), având o structură de directoare de tip documente XML. Nu suportă macrocomenzi, din motive de securitate.                                                   |
| Excel Macro-enabled Workbook | .xlsm    | La fel ca formatul implicit, dar cu suport pentru macrocomenzi. |
| Excel Binary Workbook        | .xlsb    | La fel ca și formatul Excel Macro-enabled Workbook, dar stochează informație în binar pentru a deschide și salva documentele mai rapid și mai eficient. Se folosește pentru documente mari cu zeci de mii de rânduri și/sau sute de coloane. |
| Excel Macro-enabled Template | .xltm    | Un document șablon care este folosit ca bază de pornire pentru foile de lucru care se deschid, având și suport pentru macrocomenzi. Este folosit în locul vechiului format .xlt.                                                             |
| Excel Add-in                 | .xlam    | Fișier în care pot fi adăugate instrumente și funcționalități noi. A fosr creat cu scopul de a moșteni suportul fișierelor cu macrocomenzi.                                                                                                  |

Excel 2010 continuă cu acestea noi formate.

## Export și migrație a foilor de lucru
Programatorii au realizat interfața API - Application programming interface pentru a deschide foile de lucru Excel într-o varietate de aplicații și medii, altele decât Microsoft Excel. Acestea includ deschiderea documentelor Excel pe Web cu ajutorul fie a controalelor ActiveX, sau a plugin-urilor ca Adobe Flash Player. Proiectul opensource Apache POI conține și biblioteci din platforma Java pentru citirea și scrierea fișierelor de tip foaie de calcul Excel. Încercările au fost făcute pentru a se putea copia foi de calcul Excel pentru aplicații web folosind CSV (valori separate prin virgulă). ExcelPackage este un alt proiect open-source generația server-side care permite deschiderea foilor de calcul Microsoft Excel 2007.